# Saint-Pierre, Alpes-de-Haute-Provence
Saint-Pierre är en kommun i departementet Alpes-de-Haute-Provence i regionen Provence-Alpes-Côte d'Azur i sydöstra Frankrike. Kommunen ligger  i kantonen Entrevaux som ligger i arrondissementet Castellane. År 2022 hade Saint-Pierre 97 invånare.

## Befolkningsutveckling
Antalet invånare i kommunen Saint-Pierre
Referens: INSEE